# Herbert Platzer
Herbert Platzer (* 12. August 1943 in Lilienfeld) ist ein ehemaliger österreichischer Politiker (SPÖ) und Hauptschuldirektor. Er war von 1991 bis 1995 Abgeordneter zum Landtag von Niederösterreich und von 1995 bis 1998 Mitglied des Bundesrates.
Platzer besuchte zwischen 1949 und 1953 die Volksschule in Rohrbach an der Gölsen und wechselte im Anschluss bis 1957 an die Hauptschule Hainfeld. Danach absolvierte er von 1957 bis 1963 die Bundeslehrerbildungsanstalt St. Pölten und leistete zwischen 1963 und 1964 den Präsenzdienst ab. Platzer arbeitete ab 1964 als Volksschullehrer, wurde 1969 Hauptschullehrer und übernahm 1978 die Funktion des Hauptschuldirektors. 
Ab 1972 engagierte sich Platzer als Gemeinderat in Hainfeld. Er übte zwischen 1975 und 1981 das Amt des Vizebürgermeisters aus und stand der Stadt Hainfeld zwischen 1981 und 1991 als Bürgermeister vor. Danach vertrat er die SPÖ vom 17. Oktober 1991 bis zum 29. Juni 1995 im Niederösterreichischen Landtag, bevor er vom 29. Juni 1995 bis zum 15. April 1998 in den Bundesrat wechselte.